# Kvicksilver(I)jodid
Kvicksilver(I)jodid Hg2I2, är ett gulgrönt pulver, olösligt i vatten och sprit. Förr kallat Kvicksilverjodur.
Kvicksilver(I)jodid användes tidigare huvudsakligen som pulver eller piller mot syfilis, men har på grund av sin giftighet senare ersatts av andra preparat. Kvicksilver(I)jodid omvandlas lätt till Kvicksilver(II)jodid.